# Krajka rišelie

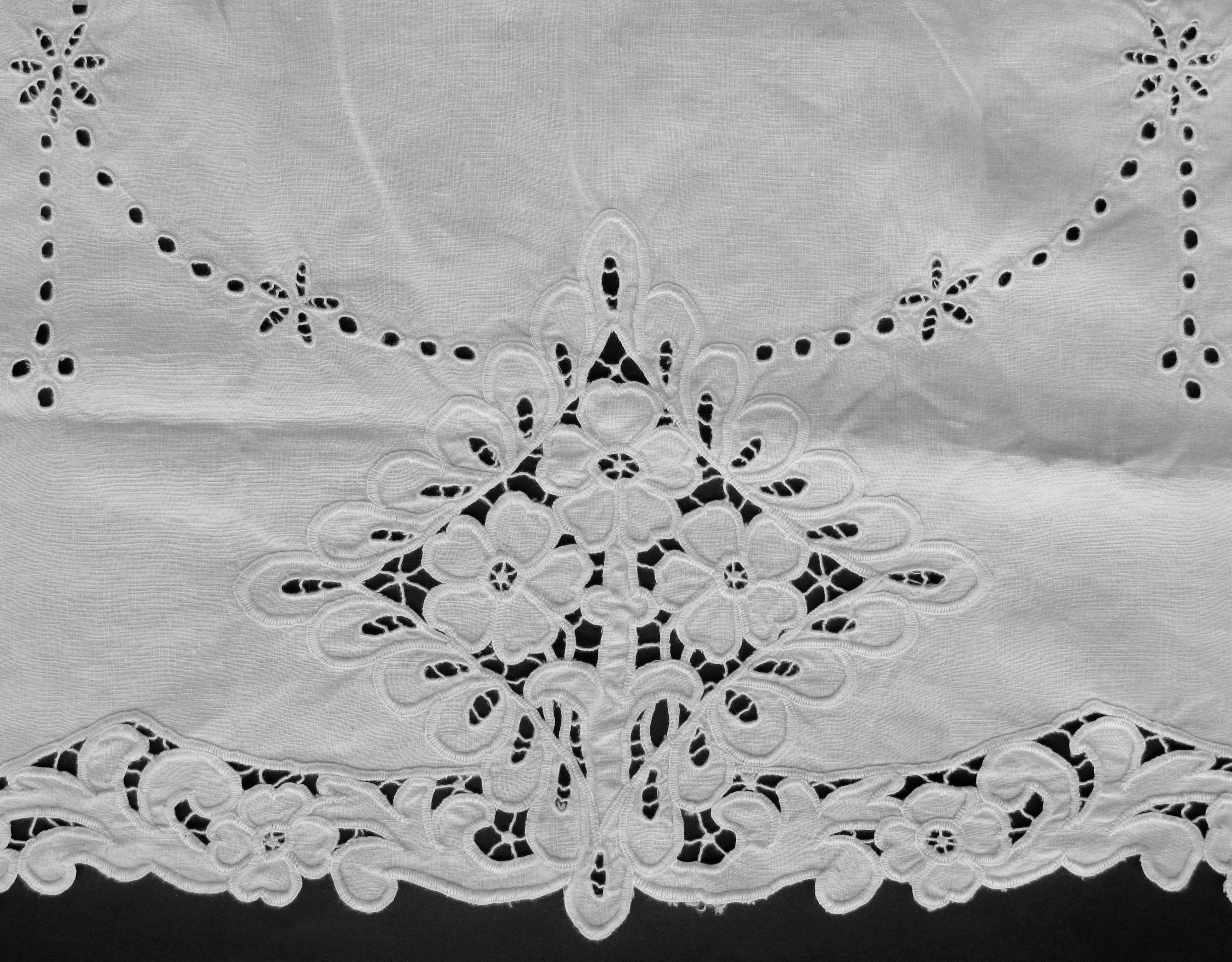
Rišelie neznámého původu

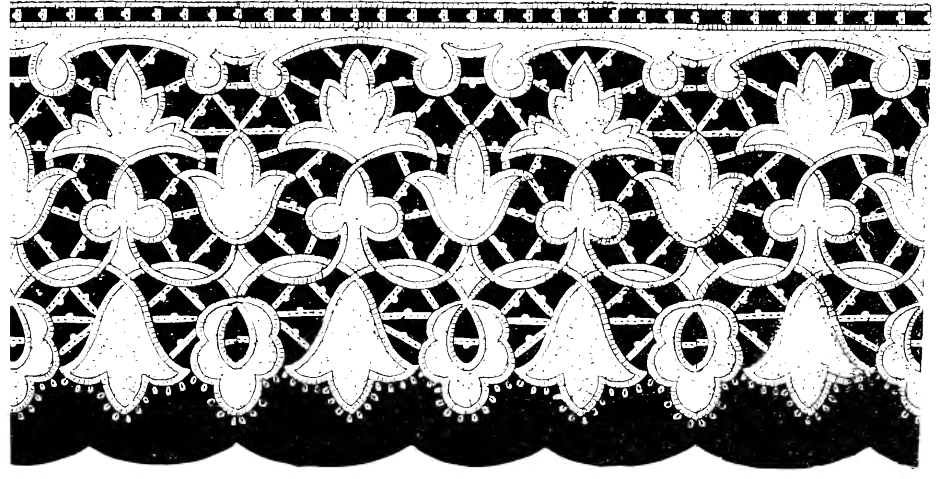
Lem z rišelie guipure ze 2. poloviny 19. století

Rišelie (francouzsky Point de Richelieu, anglicky Richelieu cutwork), je dírkovaná krajka vzniklá kombinací vyšívání a vystřihování či prostřihávání tkaniny s dekorem ažur.

## Pracovní postup
Na podkladovou tkaninu se vystřihováním opakovaných motivů připraví prázdná pole vzoru (ažur), jež poslouží k vyšívání nitěmi. Používá se tkanina, která se netřepí, tedy hedvábí nebo len s hustou plátnovou vazbou, v moderní době také nylon. Nejprve se vystřižené okraje tkaniny obroubí a vzájemně se spojují nitěnými sloupky. Provádějí se pomocí svislého kroužkovacího stehu, který se ukládá stejnoměrně do výšky i do šířky. Na sloupcích často odstávají zdobné pikotky. Rišelie se zhotovuje ručně nebo strojově (viz Denninger).

## Z historie

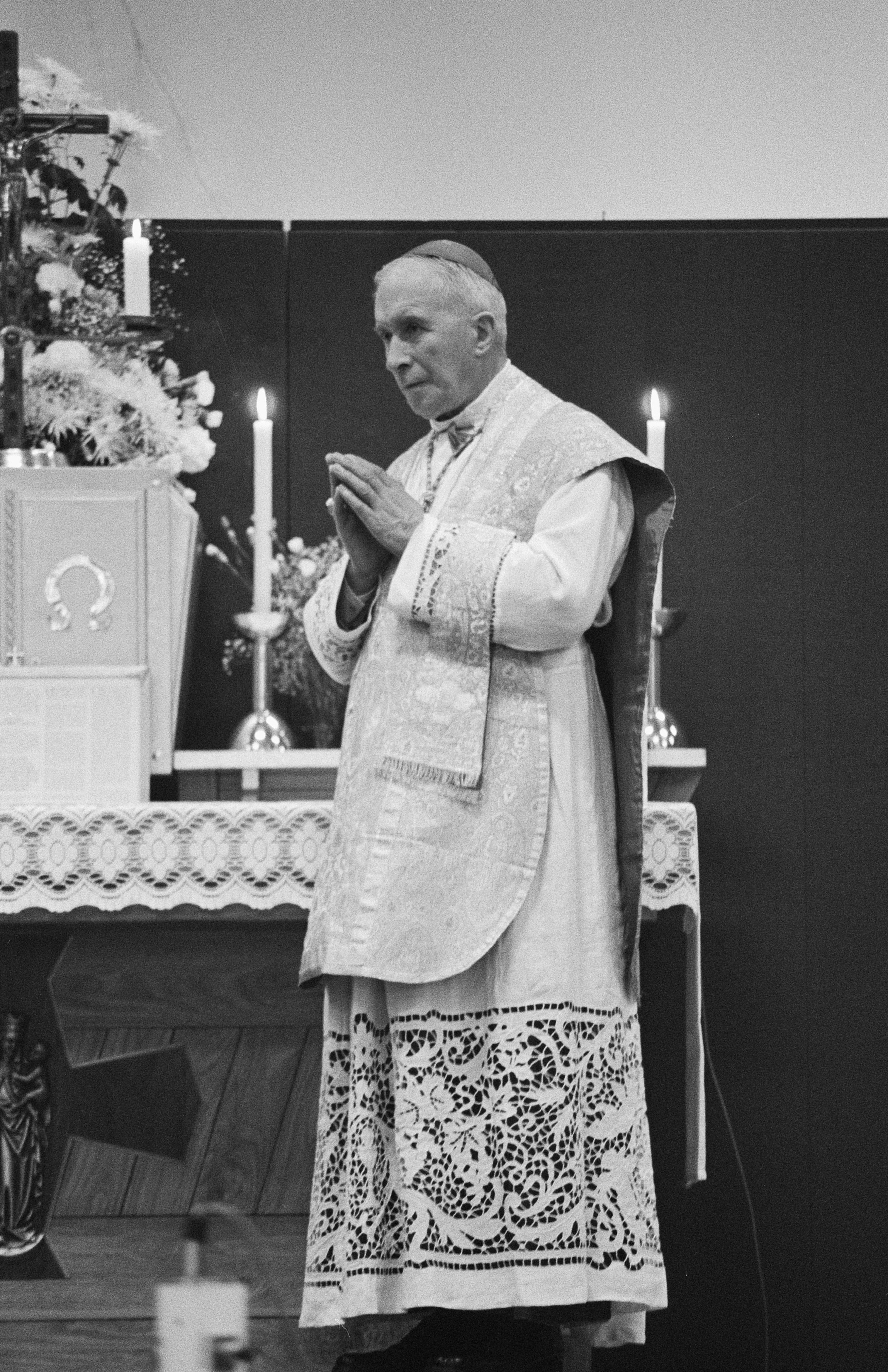
Francouzský kněz v albě s krajkou Richelieu, 1981

Technika krajky rišelie vychází ze způsobu prostřihování tkaniny, který byl oblíbený již v období mezi 15. a 16. stoletím. Přesné datum a místo vzniku krajky není známo, v italském Vavassorově vzorníku krajek a výšivek z roku 1530 dosud chybí. Zpravidla se původ klade na ostrov Murano u Benátek ve 2. polovině 16. století. Název tohoto typu krajky podle francouzského kardinála Richelieu je pouhým odkazem na jeho iniciativu z raného 17. století, když se v období stoupající módní obliby benátské krajky zasloužil o zaměstnání zkušených italských krajkářů ve Francii. Sám kardinál ovšem tento typ krajky nenosil, bývá portrétován pouze v albě s klasickou krajkou. Větší zásluhu o rozvoj francouzské krajky označované "point de France", nebo méně často "point de Richelieu", měl zakladatel pařížských textilních manufaktur Jean-Baptiste Colbert.

## Současnost
V 21. století se zhotovuje tento druh dírkované krajky v mnoha zemích. Známé jsou tyto výrobky např. z jihomaďarské Kaloči, z Brazílie a k dostání jsou i české rišelie.